# ECWオリジナルズ

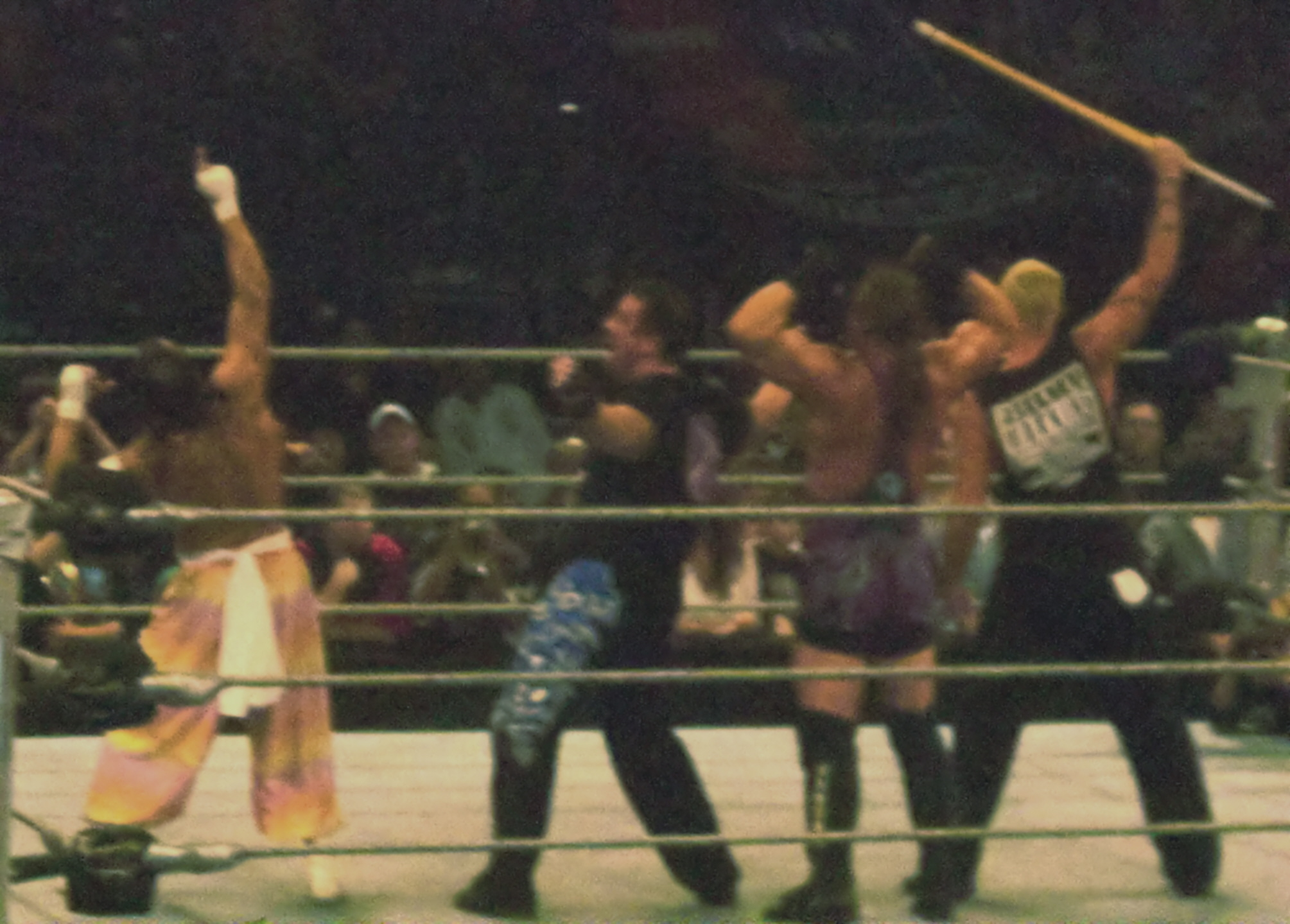
ECWオリジナルズ（左からサブゥー、トミー・ドリーマー、ロブ・ヴァン・ダム、サンドマン）

ECWオリジナルズ（ECW Originals）は、アメリカ合衆国のプロレス団体WWEのプロレス番組『ECW』に登場していたプロレスラーのユニットである。日本語の放送では元祖ECWと訳され、2007年を以て解散。2010年にはTNAにて復活し、ユニット名をEV 2.0（Extreme, Version 2.0）へと改めて活動した。

## 来歴

### WWE
ECW放送開始当初の内容は旧ECWのメンバーを中心にRAWやSmackDown!所属のレスラーたちとの抗争がテーマとなっていたが、2006年より若手レスラーたちがECWへと流れてくるようになり、その若手レスラーたちの出番が多くなってきたために旧ECWメンバーたちが結束して抗争を繰り広げるようになった。これがECWオリジナルズの誕生である。そしてECWオリジナルズに対抗すべく若手レスラーたちの中からビンス・マクマホンが期待をかけているメンバーで結成したユニットであるニュー・ブリードと抗争を開始。
ニューブリードとの抗争は2007年まで続き、WrestleMania 23でも対戦して勝利した。ニューブリードとの抗争後、ECWオリジナルズとしての活動は減少。若手レスラーたちが以前にも増してECWで活動するようになり、果てには番組の趣旨も若手レスラーたちの登竜門へと変更したことから旧ECWメンバーたちは次々と解雇されるようになり、ECWオリジナルズは自然消滅となった。
2015年にダッドリー・ボーイズがワイアット・ファミリーとの抗争でトミー・ドリーマーとライノを呼び込み復活したものの、またも自然消滅してしまう。

### TNA
2003年、ジェームズ・ミッチェル率いる怪奇派ユニットであるディサイプルズ・オブ・ザ・ニューチャーチのメンバーによりECWというブランドを愚弄され、挑発を受ける。そしてECWオリジナルズの礎となる形でTNAにてチーム・エクストリーム（Team Extreme）を結成。4月23日にアルティメット・シン・マッチを行い試合の最後にはスラッシュがラダーに登り警棒を取ろうとしたところ会場は暗転。ジャスティン・クレディブルの登場に救われ勝利した。後にユニットをエクストリーム・レヴォリューション（Extreme Revolution）へと改名してSEX（Sports Entertainment Xtreme）とのスキットを行うが抗争に発展することはなくユニットは解散となった。
2010年、TNAがPPVであるHardcore Justice 2010にてECWリユニオンショーを開催することを発表。7月15日のiMPACT!にてロブ・ヴァン・ダムがアビスとのプロモーションで襲撃された際に客席からECWメンバーが集結し、TNAのレスラーたちと激突。リング上は混乱に陥り、ディキシー・カーターが事態を収拾する結果となった。翌22日のiMPACT!にてTNA版ECWオリジナルズといえるEV 2.0を結成。リック・フレアー率いるフォーチュンと抗争を展開し、Bound for Glory 2010にてリーサル・ロックダウン・マッチで勝利を収めた。
Bound for Glory 2010後、フォーチュンがインモータルと抗争を開始したことによりEV 2.0のメンバーは出場機会が減少。WWE時代同様次第に解雇されるようになり、2011年にユニットは自然消滅という形で終焉した。

## メンバー

### WWE
ECWオリジナルズ07
- サンドマン
- サブゥー
- スティービー・リチャーズ
- タズ
- トミー・ドリーマー
- ナンジオ
- ボールズ・マホーニー
- ロブ・ヴァン・ダム

ECWオリジナルズ15
- ディーボン・ダッドリー
- トミー・ドリーマー
- ババ・レイ・ダッドリー
- ライノ

### TNA
チーム・エクストリーム
- サンドマン
- ジャスティン・クレディブル
- ニュー・ジャック
- ペリー・サターン

EV 2.0
- アル・スノー
- グイドー・マリタート
- サイモン・ダイアモンド
- サブゥー
- サンドマン
- ジェリー・リン
- スティービー・リチャーズ
- ディーボン
- トニー・ルーク
- トミー・ドリーマー
- ビル・アルフォンソ
- ブライアン・ケンドリック
- ブリー・レイ
- ミック・フォーリー
- ライノ
- レイヴェン
- ロブ・ヴァン・ダム